# Société provençale de constructions aéronautiques
La Société provençale de constructions aéronautiques (SPCA) était un constructeur aéronautique français de l'entre-deux-guerres, actif entre 1925 et 1936.

## Historique
La Société provençale de constructions aéronautiques était une entreprise destinée à construire des hydravions. Elle fut fondée par l'armateur Georges Philippar et l'ingénieur aéronautique Laurent-Dominique Santoni le 12 juin 1925 à La Ciotat.
Cette compagnie était une filiale de la Société provençale de constructions navales (SPCN). Elle répondait, à l'époque, aux besoins grandissants de liaisons (pour le courrier et les voyageurs) de plus en plus rapides entre la métropole et les colonies françaises et vers d'autres pays plus éloignés. La concurrence faisait rage entre les divers constructeurs aéronautiques et une myriade de compagnies se succédaient, se restructuraient, s'alliaient ou disparaissaient au gré des réussites ou des échecs des prototypes construits. L'accès à la mer était bien entendu déterminant pour celles qui se lançaient dans le domaine spécifique des hydravions. Ces appareils étaient alors préférés pour les liaisons intercontinentales, en raison de leur plus grande sûreté : en cas de panne durant le vol, ils pouvaient toujours se poser sur la mer. C'est dans ce contexte très concurrentiel que fut créée la SPCA, dont le siège social et la direction se trouvaient à Paris, mais dont les ateliers étaient à la Ciotat mais également au sein de la commune de Marseille : rue de  Lyon, boulevard National et chemin de la Madrague. Mais la SPCA ne construira que quelques rares prototypes d'avions ou hydravions. En effet, la réussite de ses modèles fut assez inégale, alternant les réussites avec de cuisants échecs. 
En 1934, les ateliers de la SPCA cesseront toute activité, trop concurrencés par les "grosses compagnies" naissantes : Breguet, Latécoère, Air France... Lors de la nationalisation des industries aéronautiques de 1936, l'usine de la SPCA a été intégrée à la SNCASE.

## Liste des appareils

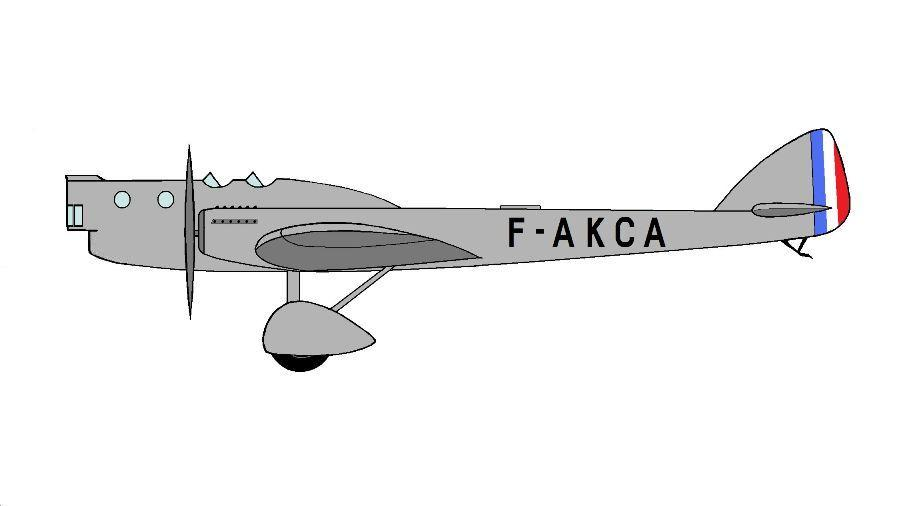
Le multiplace de combat SPCA 30 (1931)

Tous les SPCA avaient un double numéro : celui du bureau d'études Paulhan-Pillard, en chiffres arabes, et celui d'usine en chiffres romains.
- SPCA 10
- SPCA 20
- SPCA 30 Multiplace de Combat[5],[6].
- SPCA 40T
- SPCA 60T
- SPCA 80
- SPCA 90
- SPCA 63 Météore
- SPCA 218
- SPCA Paulhan-Pillard T3